# Caryanda nigrolineata
Caryanda nigrolineata är en insektsart som beskrevs av Liang 1987. Caryanda nigrolineata ingår i släktet Caryanda och familjen gräshoppor. Inga underarter finns listade i Catalogue of Life.